# Нюхтиков, Михаил Александрович
Михаил Александрович Нюхтиков (16 июня 1906, Чарджуй, Бухарский эмират — 5 мая 1998, Москва) — советский лётчик-испытатель, полковник Советской армии, участник Великой Отечественной войны. Герой Советского Союза (1957), Герой Туркменистана.

## Биография
Михаил Нюхтиков родился 16 июня 1906 года в Чарджоу. Там он окончил среднюю школу.
В 1926 году окончил Военно-теоретическую школу в Ленинграде (учился вместе с первым Героем Советского Союза А. В. Ляпидевским).
После окончания военной школы был инструктором Стародубского Осоавиахима.
В 1927 году окончил КВАШЛ, по окончании преподавал там же.
С июля 1933 года на лётно-испытательной работе в ГКНИИ ВВС. Участвовал в испытании нескольких самолётов, среди них — ТБ-1, ТБ-3, ДБ-А.
10 ноября 1936 года установил международный рекорд высоты полёта с контрольной нагрузкой в 10000 кг, поднял ДБ-А на 7032 метров.
Участник боёв на озере Хасан, затем на реке Халхин-Гол.
С 1941 года в боях Великой Отечественной войны. Участвовал в выполнении ответственных заданий командования. В августе 1944 г. состоялся беспосадочный перелёт Бельцы-Бари (Италия) протяжённостью 1300 км для оказания помощи Народно-освободительной армии Югославии. Лидером был бомбардировщик «Бостон», ведомый лётчиком-испытателем НИИ ВВС М. А. Нюхтиковым.
После окончания войны работал сначала в ВВС СССР, затем в ОКБ Туполева. Участвовал в испытании самолётов Ту-2, Ту-95.
Участвовал в испытании пассажирского авиалайнера Ту-114, участник перелётов на нём из Москвы в Хабаровск, Париж, Пекин, Нью-Йорк.
За время работы освоил 232 типа самолётов и 15 планёров. Сконструировал 3 планёра.
Указом Президиума Верховного Совета СССР от 1 мая 1957 года за освоение новой военной авиационной техники и проявленные при этом мужество и героизм Нюхтикову было присвоено звание Героя Советского Союза.
В апреле 1963 года Нюхтиков был уволен в запас.

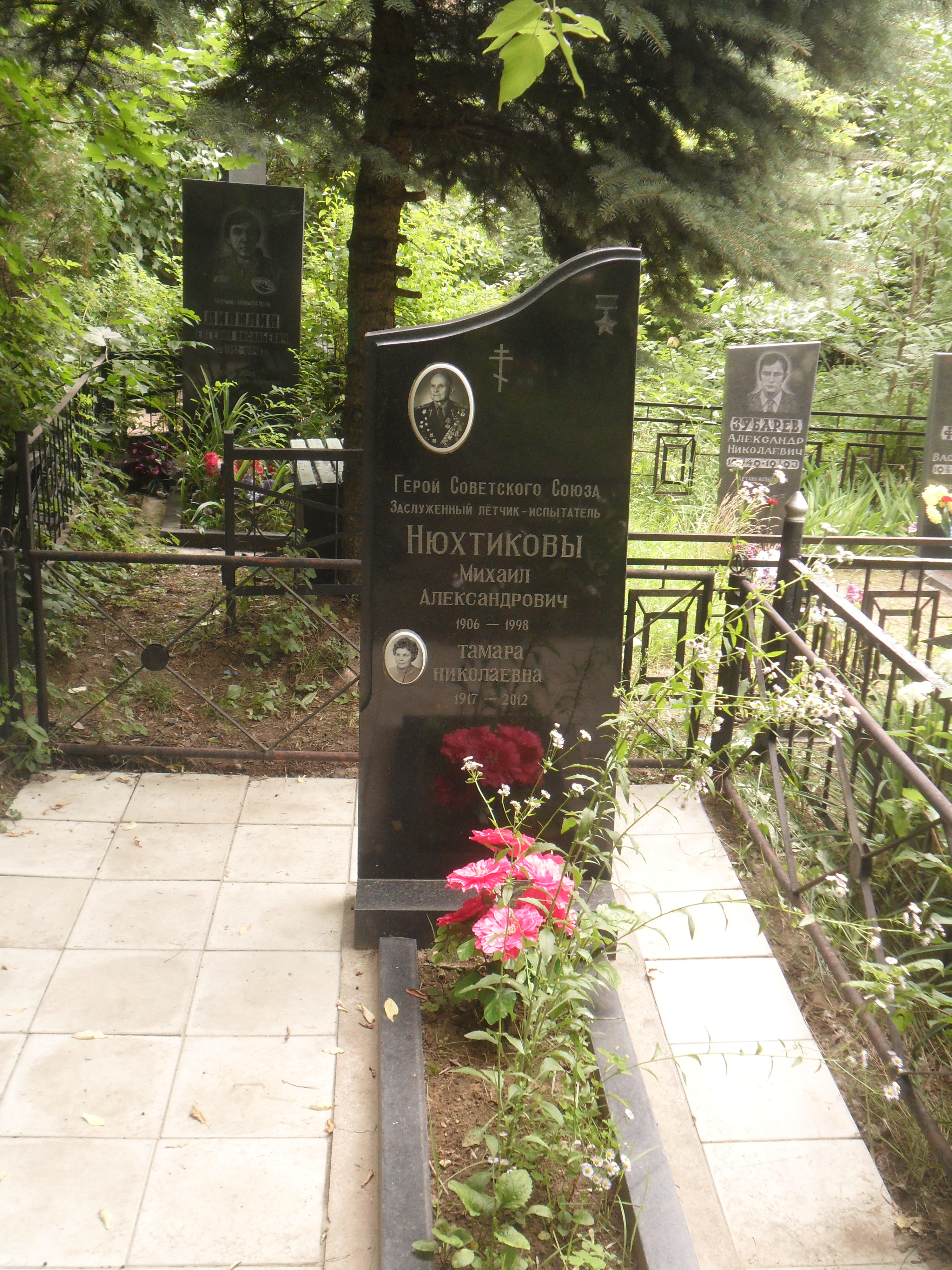
Могила Нюхтикова на Быковском кладбище Жуковского.

Михаил Александрович умер 5 мая 1998 года в городе Жуковский (по другим данным он умер в Москве). Похоронен на Быковском мемориальном кладбище.

## Награды и почётные звания
- Герой Советского Союза.
- Медаль «Золотая Звезда».
- Герой Туркменистана.
- Два Ордена Ленина.
- Три Ордена Красного Знамени.
- Два Ордена Отечественной войны I степени.
- Два ордена Красной Звезды.
- Орден «Знак Почёта».
- Заслуженный лётчик-испытатель СССР.
- Почётный гражданин города Жуковский[3].

## Память
- В посёлке Чкаловский (Щёлково) на доме 7 по улице Ленина, где с 1945 по 1952 годы жил Нюхтиков, установлена мемориальная доска.